# Ischioscia irmleri
Ischioscia irmleri är en kräftdjursart som beskrevs av Helmut Schmalfuss1980. Ischioscia irmleri ingår i släktet Ischioscia och familjen Philosciidae. Inga underarter finns listade i Catalogue of Life.